# Künstler für den Frieden

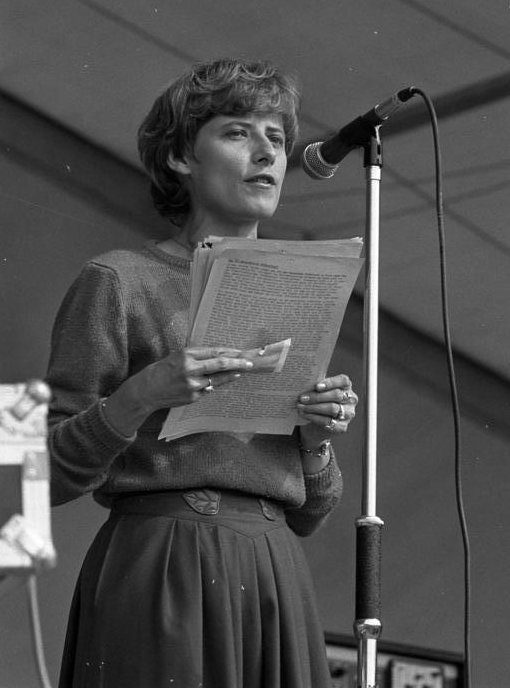
Petra Kelly in Bochum

Künstler für den Frieden hieß eine 1981 von Eva Mattes, Irmgard Schleier, Peter Homann und anderen gegründete Initiative westdeutscher Künstler, die die damalige Friedensbewegung unterstützte und unter dem gleichen Namen bis 1983 vier große Konzerte organisierte: am 12. September 1981 im Audimax der Universität Hamburg, am 21. November 1981 in der Dortmunder Westfalenhalle, am 9. Mai 1982 in der Berliner Waldbühne, am 11. September 1982 im Bochumer Ruhrstadion und am 2. und 3. September 1983 im St.-Pauli-Stadion in Hamburg.
Das Bochumer Konzert 1982 war das größte davon. Vor etwa 200.000 Zuschauern traten über 200 Künstler auf, darunter Esther Bejarano, Harry Belafonte, Joseph Beuys, die Bots, Franz Josef Degenhardt, Katja Ebstein, Maria Farantouri, Gitte Hænning, André Heller, Hanns Dieter Hüsch, Udo Lindenberg, Miriam Makeba, Ulla Meinecke, Bill Ramsey und Konstantin Wecker.
Zu den weiteren Rednern zählte Petra Kelly, die stellvertretend für den Krefelder Appell sprach. Curt Bois sprach nur drei Sätze: „Ich bin ein alter Mann. Ich habe zwei Weltkriege erlebt. Ich bin hierhergekommen, weil ich verhindern möchte, daß ein dritter Weltkrieg Sie und Ihre Kinder vernichtet.“